# Habenaria pseudoplatycoryne
Habenaria pseudoplatycoryne är en orkidéart som först beskrevs av Dariusz Lucjan Szlachetko och Tomasz Sebastian Olszewski, och fick sitt nu gällande namn av Ined. Habenaria pseudoplatycoryne ingår i släktet Habenaria och familjen orkidéer.
Artens utbredningsområde är Gabon. Inga underarter finns listade i Catalogue of Life.